# Klaragöl
Klaragöl är en sjö i Karlskrona kommun i Blekinge och ingår i Lyckebyåns huvudavrinningsområde.